# کیم مین سو
کیم مین سو (کره‌ای: 김민서؛ زادهٔ ۱۶ مارس ۱۹۸۴) بازیگر اهل کره جنوبی است. او به عنوان عضو گروه دخترانه سه نفرهٔ مینت (Mint) فعالیتش را آغاز کرد که این گروه از سال ۱۹۹۹ تا ۲۰۰۰ فعال بود. زمانیکه مینت منحل شد، او به بازیگری روی آورد. کیم بیشتر به خاطر ایفای نقش در مجموعه تلویزیونی افسانه خورشید و ماه (۲۰۱۲) شناخته می‌شود.

## فیلم‌شناسی

### فیلم
| سال  | عنوان          | نقش    | توضیحات                 | منابع |
| ---- | -------------- | ------ | ----------------------- | ----- |
| ۲۰۱۲ | فایتینگ! فمیلی |        | قسمت: «In Good Company» |       |
| ۲۰۱۴ | قاتل           | می هی  |                         |       |
| ۲۰۱۷ | کافی میت       | یون جو |                         |       |

### مجموعه تلویزیونی
| سال  | عنوان                                                       | نقش          | منابع |
| ---- | ----------------------------------------------------------- | ------------ | ----- |
| ۲۰۰۸ | عاشقتم                                                      | آه یونگ      |       |
| ۲۰۱۰ | پسر بد                                                      | چوی سون یونگ |       |
| ۲۰۱۰ | رسوایی سونگ‌کیون‌کوان                                         | چو سون       |       |
| ۲۰۱۰ | چیزی نیست، دختر بابا                                        | پارک دا بین  |       |
| ۲۰۱۱ | صورت بچگانه زیبا                                            | کانگ یون سو  |       |
| ۲۰۱۱ | درامای ویژه کی‌بی‌اس – «کازینو انسانی»                        | سو جونگ سون  |       |
| ۲۰۱۱ | درامای ویژه کی‌بی‌اس – «پشت صحنه اصلاحات شورای ورزشی سوک‌یونگ» | جون سه یونگ  |       |
| ۲۰۱۲ | افسانه خورشید و ماه                                         | یون بو کیونگ |       |
| ۲۰۱۳ | هفتمین عامل غیرنظامی                                        | شین سون می   |       |
| ۲۰۱۳ | پرونده شماره ۱۱۳                                            | سونگ جو      |       |
| ۲۰۱۳ | دکتر خوب                                                    | یون چه کیونگ |       |
| ۲۰۱۴ | عاشقان گل رز                                                | بک سو ریون   |       |
| ۲۰۱۵ | جونگ میونگ                                                  | جو یو جونگ   |       |
| ۲۰۱۶ | متاسفم اما دوستت دارم                                       | جونگ مو آه   |       |
| ۲۰۱۷ | دادگاه جادوگر                                               | هو یون کیونگ |       |

### برنامه تلویزیونی
| سال  | عنوان                | نقش  | منابع |
| ---- | -------------------- | ---- | ----- |
| ۲۰۱۵ | آتلیه استوری - فصل ۲ | مجری |       |

### موزیک ویدئو
| سال  | نام ترانه           | آرتیست        | منابع |
| ---- | ------------------- | ------------- | ----- |
| ۲۰۰۶ | «امروز» (오늘 하루) | کول           |       |
| ۲۰۰۶ | «فرشته‌های چارلی»    | دستنی         |       |
| ۲۰۱۱ | «لطفاً»              | کیم هیون جونگ |       |

## تئاتر موزیکال
| سال  | عنوان      | نقش | منابع |
| ---- | ---------- | --- | ----- |
| ۲۰۰۷ | دنیای زیبا |     |       |

## جوایز و نامزدی‌ها
| مراسم جوایز         | سال  | دسته                     | نامزد / اثر                           | نتیجه    | منابع |
| ------------------- | ---- | ------------------------ | ------------------------------------- | -------- | ----- |
| جوایز درامای کی‌بی‌اس | ۲۰۱۱ | بهترین بازیگر مکمل زن    | صورت بچگانه زیبا                      | نامزدشده |       |
| جوایز درامای کی‌بی‌اس | ۲۰۱۳ | بهترین بازیگر مکمل زن    | دکتر خوب                              | نامزدشده |       |
| جوایز درامای کره    | ۲۰۱۱ | بهترین بازیگر تازه‌کار زن | صورت بچگانه زیبا, رسوایی سونگ‌کیون‌کوان | نامزدشده |       |
| جوایز درامای ام‌بی‌سی | ۲۰۱۲ | بهترین بازیگر تازه‌کار زن | افسانه خورشید و ماه                   | نامزدشده |       |